# آل أبو بكر باقري

تعديل مصدري - تعديل

آل أبو بكر باقري هي إحدى قرى عزلة الوضيع بمديرية الوضيع التابعة لمحافظة أبين، بلغ تعداد سكانها 54 نسمة حسب تعداد اليمن لعام 2004.